# Augusto Varela Corsino
Augusto Varela Corsino (Taubaté, 28 de abril de 1894 — ?, ?) foi um político brasileiro. Exerceu o mandato de deputado classista constituinte em 1934.